# 7 (Seal)
7 è il nono album in studio del cantante britannico Seal, pubblicato nel novembre 2015.

## Tracce
1. Daylight Saving – 4:50
2. Every Time I'm With You – 4:31
3. Life On the Dancefloor – 5:14
4. Padded Cell – 4:08
5. Do You Ever – 4:36
6. The Big Love Has Died – 4:30
7. Redzone Killer – 4:22
8. Monascow – 4:10
9. Half a Heart – 3:54
10. Let Yourself – 4:26
11. Love – 4:35